# Lonār
Lonār är en ort i Indien.   Den ligger i distriktet Buldana och delstaten Maharashtra, i den centrala delen av landet, 1 000 km söder om huvudstaden New Delhi. Lonār ligger 604 meter över havet och antalet invånare är 21 765.
Terrängen runt Lonār är huvudsakligen platt. Lonār ligger uppe på en höjd. Runt Lonār är det ganska tätbefolkat, med 192 invånare per kvadratkilometer. Närmaste större samhälle är Mehekar, 19,0 km norr om Lonār. Trakten runt Lonār består till största delen av jordbruksmark.